# Triplice alleanza (1668)
La Triplice Alleanza del 1668 (o Trattato dell'Aia (1668) o Triplice Alleanza dell'Aia) era composta da Regno di Gran Bretagna, Svezia e dalle Province Unite. 

## Storia
Venne formata per fermare l'espansione della Francia di Luigi XIV durante la Guerra di devoluzione. L'alleanza non fu mai coinvolta in combattimenti contro la Francia, ma la sua esistenza fu una minaccia sufficiente a costringere Luigi XIV ad arrestare la sua offensiva e a firmare, nello stesso 1668, il Trattato di Aquisgrana con la Spagna.